# Coppa Bernocchi 2021
La 102e édition de la Coppa Bernocchi a lieu le 4 octobre 2021 avec un départ et une arrivée à Legnano (Lombardie), sur une distance de 197,15 kilomètres. Elle fait partie du calendrier UCI ProSeries 2021 (deuxième niveau mondial) en catégorie 1.Pro. C'est également l'une des manches de la Coupe d'Italie et la première du Trittico Lombardo.
La course est remportée par le coureur belge Remco Evenepoel de l'équipe Deceuninck-Quick Step.

## Présentation

### Équipes
Vingt-cinq équipes sont au départ de la course : treize équipes UCI WorldTeam, huit équipes continentales professionnelles et quatre équipes continentales.
| WorldTeams (13)- Ineos Grenadiers - Astana-Premier Tech - Bora-Hansgrohe - Cofidis - Deceuninck-Quick Step - EF Education-Nippo - Groupama-FDJ - Israel Start-Up Nation - Movistar Team - Team BikeExchange - Qhubeka NextHash - Trek-Segafredo - UAE Team Emirates ProTeams (8)- Androni Giocattoli-Sidermec - Bardiani CSF Faizanè - Caja Rural-Seguros RGA - Eolo-Kometa - Euskaltel-Euskadi - Arkéa-Samsic - TotalEnergies - Vini Zabù Équipes continentales (4)- Amore & Vita-Prodir - Beltrami TSA-Tre Colli - Team Colpack-Ballan - Work Service-Marchiol-Dynatek |
| |

## Classement final
| \| Classement général \| Classement général \| Classement général \| Classement général \| Classement général \| \| Coureur \| Coureur \| Pays \| Équipe \| Temps \| \| ------------------ \| ------------------- \| ------------------ \| --------------------- \| ------------------ \| \| 1er \| Remco Evenepoel \| Belgique \| Deceuninck-Quick Step \| 4 h 26 min 13 s \| \| 2e \| Alessandro Covi \| Italie \| UAE Team Emirates \| + 1 min 49 s \| \| 3e \| Fausto Masnada \| Italie \| Deceuninck-Quick Step \| + 1 min 50 s \| \| 4e \| Samuele Battistella \| Italie \| Astana-Premier Tech \| + 2 min 25 s \| \| 5e \| Thibaut Pinot \| France \| Groupama-FDJ \| + 2 min 26 s \| \| 6e \| Antonio Puppio \| Italie \| Qhubeka NextHash \| + 2 min 55 s \| \| 7e \| Sebastián Molano \| Colombie \| UAE Team Emirates \| + 8 min 27 s \| \| 8e \| Filippo Fiorelli \| Italie \| Bardiani CSF Faizanè \| + 8 min 27 s \| \| 9e \| Niccolò Bonifazio \| Italie \| TotalEnergies \| + 8 min 27 s \| \| 10e \| Elia Viviani \| Italie \| Cofidis \| + 8 min 27 s \| |                     |          |                       |                 |
| |                     |          |                       |                 |
| Source : ProCyclingStats |                     |          |                       |                 |
| Classement général |                     |          |                       |                 |
| Coureur | Coureur             | Pays     | Équipe                | Temps           |
| 1er | Remco Evenepoel     | Belgique | Deceuninck-Quick Step | 4 h 26 min 13 s |
| 2e | Alessandro Covi     | Italie   | UAE Team Emirates     | + 1 min 49 s    |
| 3e | Fausto Masnada      | Italie   | Deceuninck-Quick Step | + 1 min 50 s    |
| 4e | Samuele Battistella | Italie   | Astana-Premier Tech   | + 2 min 25 s    |
| 5e | Thibaut Pinot       | France   | Groupama-FDJ          | + 2 min 26 s    |
| 6e | Antonio Puppio      | Italie   | Qhubeka NextHash      | + 2 min 55 s    |
| 7e | Sebastián Molano    | Colombie | UAE Team Emirates     | + 8 min 27 s    |
| 8e | Filippo Fiorelli    | Italie   | Bardiani CSF Faizanè  | + 8 min 27 s    |
| 9e | Niccolò Bonifazio   | Italie   | TotalEnergies         | + 8 min 27 s    |
| 10e | Elia Viviani        | Italie   | Cofidis               | + 8 min 27 s    |

## Classements UCI
La course attribue aux coureurs le même nombre de points pour l'UCI Europe Tour 2018 et le Classement mondial UCI.